# Milan Zeman
Milan Zeman (* 17. srpna 1951) je bývalý český fotbalista, záložník.

## Fotbalová kariéra
V československé lize hrál za Spartak Hradec Králové. Nastoupil v 8 ligových utkáních. Gól v lize nedal. Do Hradce přišel v létě 1972 z VCHZ Pardubice.

## Ligová bilance
| Ročník                                   | Zápasy | Góly      | Klub                   |
| ---------------------------------------- | ------ | --------- | ---------------------- |
| 1. československá fotbalová liga 1972/73 | 8      | 1 vlastní | Spartak Hradec Králové |
| CELKEM                                   | 8      | 1 vlastní |                        |